# 4 Samodzielny Batalion Piechoty Zmotoryzowanej (Ukraina)
4 Samodzielny Batalion Piechoty Zmotoryzowanej „Zakarpacie” – batalion Wojsk Lądowych Ukrainy, podporządkowany 128 Zakarpackiej Samodzielnej Brygadzie Piechoty Górskiej. Jako batalion obrony terytorialnej brał udział w konflikcie na wschodniej Ukrainie. Batalion stacjonuje w Mukaczewie w obwodzie zakarpackim.

## Wykorzystanie bojowe
W lipcu 2014 roku sześćdziesięciu trzech żołnierzy batalionu Zakarpacie wystosowało list otwarty, w którym prosili o rozmieszczenie ich w strefie walk. Wkrótce utworzono z nich pluton, który włączono do 24 Brygady Zmechanizowanej. Na początku września ochotnicy z batalionu zostali wysłani do miejscowości Czuhujiw, gdzie mieli przejść dwutygodniowe szkolenie. Pod koniec września pierwszych dwudziestu siedmiu żołnierzy rozlokowano w miejscowości Nowy Ajdar. Przez kolejne dwa tygodnie pomagali oni w tworzeniu umocnień. Następnie przemieszczono ich do wsi Triochizbenka, gdzie wsparli siły Gwardii Narodowej broniące punktu kontrolnego przy wysadzonym moście nad Dońcem. Wkrótce liczebność żołnierzy batalionu wzrosła do stu trzydziestu. 2 lutego 2015 roku batalion przeniesiono do Debalcewego, gdzie wspomagał działania sił 128. Brygady Piechoty Górskiej w walkach, jakie ta tam toczyła.